# Tetragnatha tantalus
Tetragnatha tantalus är en spindelart som beskrevs av Gillespie 1992. Tetragnatha tantalus ingår i släktet sträckkäkspindlar, och familjen käkspindlar. Inga underarter finns listade i Catalogue of Life.